# Världens mest trafikerade flygplatser

## De 30 mest trafikerade flygplatserna i världen januari - december 2011 (avser endast internationell flygtrafik)
| Rank | Land                  | Flygplats                               | Stad              | Kod (IATA/ICAO) | Antal passagerare. |
| ---- | --------------------- | --------------------------------------- | ----------------- | --------------- | ------------------ |
| 1    | Storbritannien        | London-Heathrow flygplats               | London            | LHR/EGLL        | 64 687 737         |
| 2    | Frankrike             | Paris-Charles de Gaulle flygplats       | Paris             | CDG/LFPG        | 55 674 880         |
| 3    | Hongkong              | Hongkongs internationella flygplats     | Hongkong          | HKG/VHHH        | 52 749 262         |
| 4    | Förenade Arabemiraten | Dubai International Airport             | Dubai             | DXB/OMDB        | 50 192 013         |
| 5    | Nederländerna         | Amsterdam-Schiphols flygplats           | Amsterdam         | AMS/EHAM        | 49 680 283         |
| 6    | Tyskland              | Frankfurt Mains flygplats               | Frankfurt am Main | FRA/EDDF        | 49 477 184         |
| 7    | Singapore             | Singapore Changi Airport                | Singapore         | SIN/WSSS        | 45 429 263         |
| 8    | Thailand              | Bangkok-Suvarnabhumis flygplats         | Bangkok           | BKK/VTBS        | 35 009 002         |
| 9    | Sydkorea              | Incheons internationella flygplats      | Seoul             | ICN/RKSI        | 34 537 845         |
| 10   | Spanien               | Adolfo Suárez Madrid-Barajas flygplats  | Madrid            | MAD/LEMD        | 32 449 857         |
| 11   | Storbritannien        | Gatwick flygplats                       | London            | LGW/EGKK        | 29 923 391         |
| 12   | Tyskland              | Münchens flygplats                      | München           | MUC/EDDM        | 27 879 045         |
| 13   | Japan                 | Naritas internationella flygplats       | Tokyo             | NRT/RJAA        | 26 331 010         |
| 14   | Malaysia              | Kuala Lumpurs internationella flygplats | Kuala Lumpur      | KUL/WMKK        | 25 915 723         |
| 15   | Italien               | Rom-Fiumicinos flygplats                | Rom               | FCO/LIRF        | 24 448 925         |
| 16   | USA                   | John F. Kennedy International Airport   | New York          | JFK/KJFK        | 24 164 827         |
| 17   | Turkiet               | Istanbul Atatürk Airport                | Istanbul          | IST/LTBA        | 23 831 585         |
| 18   | Schweiz               | Zürichs internationella flygplats       | Zürich            | ZRH/LSZH        | 23 628 718         |
| 19   | Taiwan                | Taiwan Taoyuan International Airport    | Taoyuan           | TPE/RCTP        | 23 137 062         |
| 20   | Spanien               | Barcelona-El Prats flygplats            | Barcelona         | BCN/LEBL        | 21 663 602         |
| 21   | Turkiet               | Antalyas flygplats                      | Antalya           | AYT/LTAI        | 20 555 170         |
| 22   | Österrike             | Wien-Schwechats flygplats               | Wien              | VIE/LOWW        | 20 398 766         |
| 23   | Kanada                | Toronto Pearson International Airport   | Toronto           | YYZ/CYYZ        | 20 355 771         |
| 24   | Danmark               | Kastrups flygplats                      | Köpenhamn         | CPH/EKCH        | 20 233 904         |
| 25   | Irland                | Dublin Airport                          | Dublin            | DUB/EIDW        | 18 607 651         |
| 26   | Belgien               | Bryssel-Zaventems flygplats             | Bryssel           | BRU/EBBR        | 18 590 891         |
| 27   | USA                   | Miami International Airport             | Miami             | MIA/KMIA        | 18 417 513         |
| 28   | Qatar                 | Dohas internationella flygplats         | Doha              | DOH/OTBD        | 18 108 521         |
| 29   | Italien               | Milano-Malpensa flygplats               | Milano            | MXP/LIMC        | 17 551 677         |
| 30   | Storbritannien        | Manchester Airport                      | Manchester        | MAN/EGCC        | 16 605 737         |